# Aeroportul Touat-Cheikh Sidi Mohamed Belkebir
Aeroportul Touat-Cheikh Sidi Mohamed Belkebir (IATA: AZR, ICAO: DAUA) este un aeroport din Provincia Adrar, Algeria ce deservește zona Adrar. A fost numit după Sīdī Muḥammad Belkebīr⁠(d).
Situat la o altitudine de 280 m, aeroportul dispune de 1 pistă.

## Infrastructură

### Piste
Aeroportul dispune de o singură pistă. Pista are orientarea 04/22. 